# Léon Battu

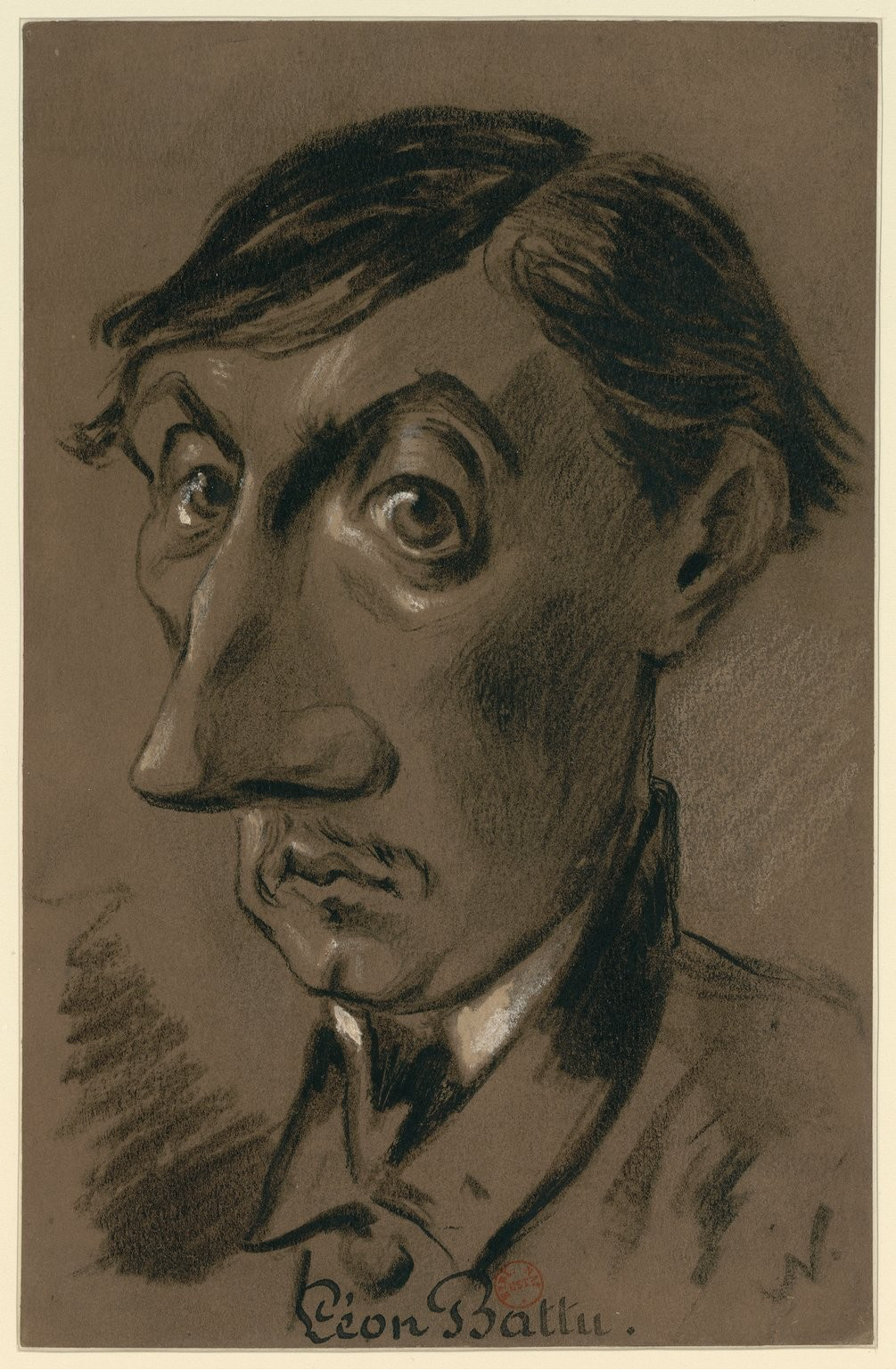

Léon Battu (* 1829 in Paris; † 22. November 1857 ebenda) war ein französischer Librettist und Vaudevillist.

## Leben
Léon Battu war der Sohn des Geigers und Chefdirigenten der Pariser Oper Pantaléon Battu (1799–1870) und Bruder der Sängerin Marie Battu (1838–1919). Er schrieb zahlreiche Vaudevilles und Libretti, vor allem für die Opéra comique und die Operette, in Zusammenarbeit mit Ludovic Halévy, Michel Carré, Jules Barbier, Jules Moinaux, Philippe Gille und Lockroy. Gemeinsam mit Halévy übersetzte er Mozarts Oper Der Schauspieldirektor (1786) für eine Aufführung im Théâtre des Bouffes-Parisiens unter dem Titel L’Imprésario im Jahre 1856.
Battu starb im Alter von nur 29 Jahren nach langer, schwerer Krankheit; zu seinem Begräbnis am 24. November 1857 kamen über 500 Trauergäste, darunter viele Mitglieder der Pariser Musik- und Literatenszene.

## Werke (Auszug)

### Libretti für
- Jacques Offenbach: Pépito (1855, Théâtre des Variétés), Le trésor à Mathurin (1855, Salle Herz), Élodie ou Le forfait nocturne (1856, Théâtre des Bouffes-Parisiens), Le mariage aux lanternes (1857, Théâtre des Bouffes-Parisiens), Vent du soir ou L’horrible festin (1857, Théâtre des Bouffes-Parisiens)[2]
- Louis Deffès: L’anneau d'argent (1855, Opéra-Comique)
- Adolphe Adam: Les pantins de Violette (1856, Théâtre des Bouffes-Parisiens)
- Victor Massé: La reine Topaze (1856, Théâtre-Lyrique)
- Wolfgang Amadeus Mozart: L’imprésario (1856, Théâtre des Bouffes-Parisiens)
- Charles Lecocq: Le docteur Miracle (8. April 1857, Théâtre des Bouffes-Parisiens, Operetten-Wettstreit)
- Georges Bizet: Le docteur Miracle (9. April 1857, Théâtre des Bouffes-Parisiens, Operetten-Wettstreit)

### Vaudevilles
- Les extrêmes se touchent, Théâtre des Variétés (1848)
- Les Deux font la paire, Théâtre des Variétés (1848)
- Les Suites d'un feu d'artifice, Théâtre du Vaudeville (1848)
- Jobin et Nanette, Théâtre des Variétés (1849)
- Nisus et Euryale, Théâtre des Variétés (1850)
- Madame Diogène, Théâtre du Vaudeville (1852)
- Les Quatre Coins, Théâtre de l'Odéon (1852)
- L’Honneur de la maison, Théâtre de la Porte Saint-Martin (1853)
- Un Verre de Champagne, Théâtre des Variétés (1855)
- Lucie Didier, Théâtre du Vaudeville (1856)
- Les Cheveux de ma femme, Théâtre des Variétés (1856)